# Sunrise Airways

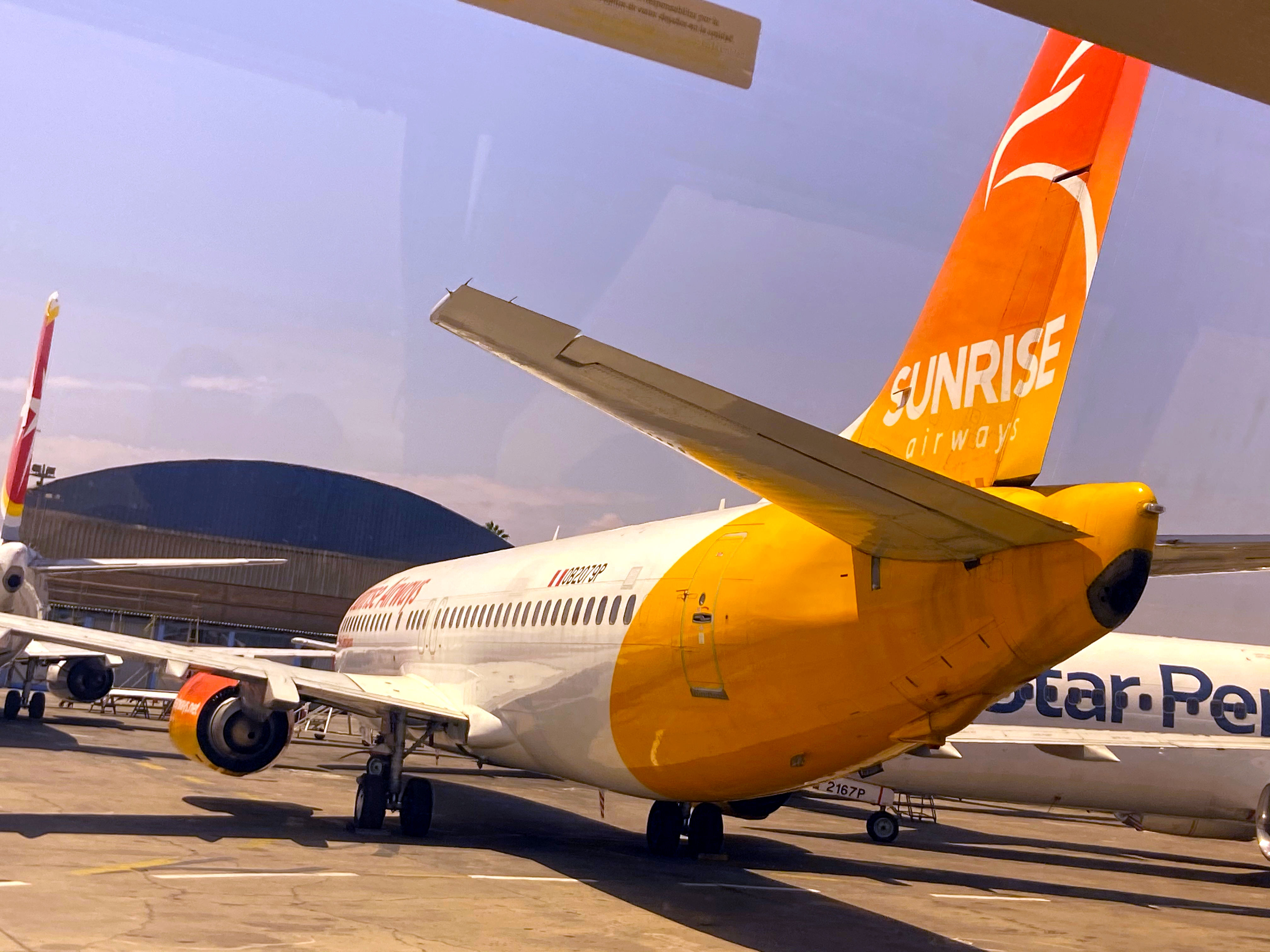
Boeing 737 in Lima (Perú)

Sunrise Airways ist eine haitianische Fluggesellschaft mit Sitz in Port-au-Prince und Basis auf dem Aéroport international Toussaint Louverture. Sie fliegt hauptsächlich Ziele in Kuba, der Dominikanischen Republik und Haiti an.

## Geschichte
Sunrise Airways wurde 2010 gegründet und nahm 2011 den Flugbetrieb auf.
Angesichts der Krise in Haiti seit 2018 und der Schließung des Flughafens von Port-au-Prince wegen anhaltender Angriffe durch kriminelle Banden stellte die Gesellschaft ihren Flugbetrieb zeitweilig ein. Anfang Juni 2025 erklärte sich die Regierung Haitis bereit, die hohen Versicherungskosten für die Wiederaufnahme der inländischen Flüge zu übernehmen. Ab dem 12. Juni sollten wieder regelmäßige Flüge von der Hauptstadt nach Cap-Haïtien, Jacmel, Jérémie und Les Cayes stattfinden.

## Flugziele
Sunrise Airways bedient von Port-au-Prince und Cap-Haitien aus neben Zielen innerhalb Haitis auch internationale Ziele in der Karibik, Panama und in den USA an.

## Flotte
Mit Stand Januar 2025 besteht die Flotte der Sunrise Airways aus sieben Flugzeugen mit einem Durchschnittsalter von 29,3 Jahren:
| Flugzeugtyp              | Anzahl | bestellt | Anmerkungen                         | Sitzplätze | Durchschnittsalter |
| ------------------------ | ------ | -------- | ----------------------------------- | ---------- | ------------------ |
| Embraer EMB 120 Brasilia | 6      |          | von Sahara African Aviation geleast | 30         | 30,8 Jahre         |
| Embraer ERJ 145          | 1      |          | von Sahara African Aviation geleast | 50         | 20,4 Jahre         |
| Gesamt                   | 7      | –        |                                     |            | 29,3 Jahre         |

### Ehemalige Flugzeugtypen
In der Vergangenheit setzte Sunrise Airways bereits folgende Flugzeugtypen ein:
- Airbus A320-200
- ATR 42-300
- Boeing 737-300
- BAe Jetstream 31/32
- Boeing 737-400/-800
- Let L-410